# Amto jezik
Amto jezik (ki, siwai, siawi, siafli; ISO 639-3: amt), jedan od dva papuanska jezika porodice Amto-Musa, kojim govori oko 200 ljudi (2000 S. Wurm) u provinciji Sandaun u distriktima Amanab i Rocky Peak, Papua Nova Gvineja. 
Postoje dva dijalekta amto i siawi koji se govore u selima Amto i Habiyon (Sernion), a većina se služi i jezikom tok pisin.

## Vanjske poveznice
- Ethnologue (14th)
- Ethnologue (15th)